# Pieter van Der Heyden (graveur)
Pour les articles homonymes, voir Peter van Der Heyden.
Pieter van der Heyden dit Merica, né vers 1530 et mort peut-être à Berchem (Anvers) vers 1572-1576, est un graveur flamand.

## Biographie
Pieter van der Heyden, également connu sous le nom de Petrus A. Merica, Merica Pieter Verheyden ou encore Petrus Ameringius, est un graveur flamand dont on ne connait pas le maître. Il est actif à Anvers entre 1551 et 1572.    
En 1555, Pieter van der Heyden est reçu comme maître de la guilde anversoise de Saint-Luc et devient le principal graveur de Lambert Lombard et Pieter Brueghel l'Ancien chez Jérôme Cock, lequel figure parmi les premiers éditeurs d'estampes des Provinces-Unies. Il produit plus de 150 gravures de reproduction pour la maison Cock, reproduisant les dessins d'autres artistes flamands tels que Jérôme Bosch, Hans Bol et Frans Floris.    
En 1558, la série des Sept Péchés capitaux de Pieter Brueghel l'Ancien, paraît à Anvers chez Jérôme Cock, gravée par Pieter van der Heyden. En 1568, une autre suite de Douze Proverbes flamands de Pieter Brueghel l'Ancien paraît chez Jérôme Cock, gravée par Pieter van der Heyden et Johannes Wierix.
En outre, il réalise des portraits et des scènes religieuses ou mythologiques qu'il signe souvent avec les monogrammes P / AME ou PME, les initiales de son nom latinisé.
Pieter van der Heyden meurt vers 1572.

## Gravures d'après des maîtres

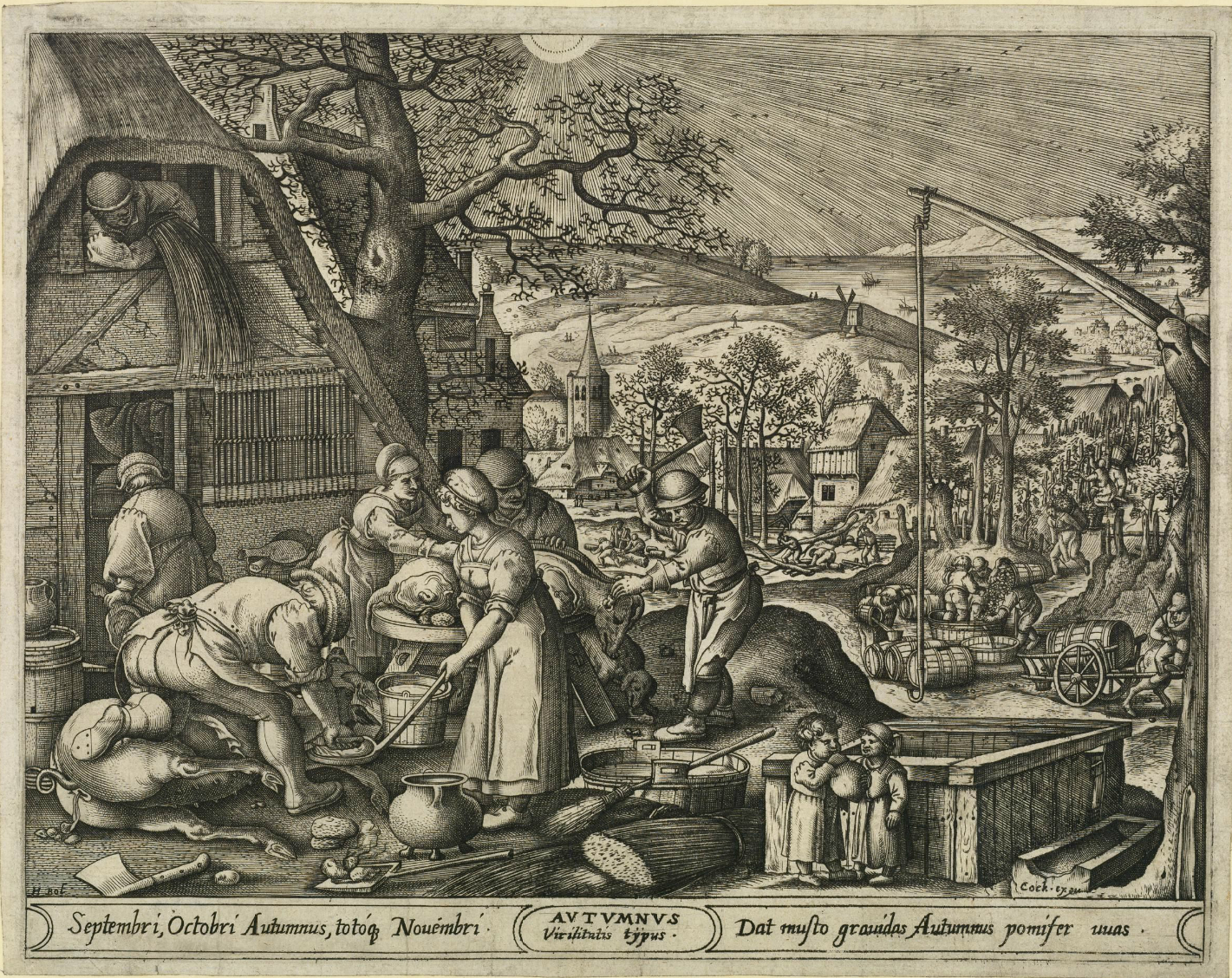
L'Automne, gravure d'après Hans Bol (1570).

Pieter van der Heyden a gravé d'après (liste partielle) :
- Hans Bol
  - Hiver, de la série Les quatre saisons, gravure d'après Hans Bol, 1570[4]

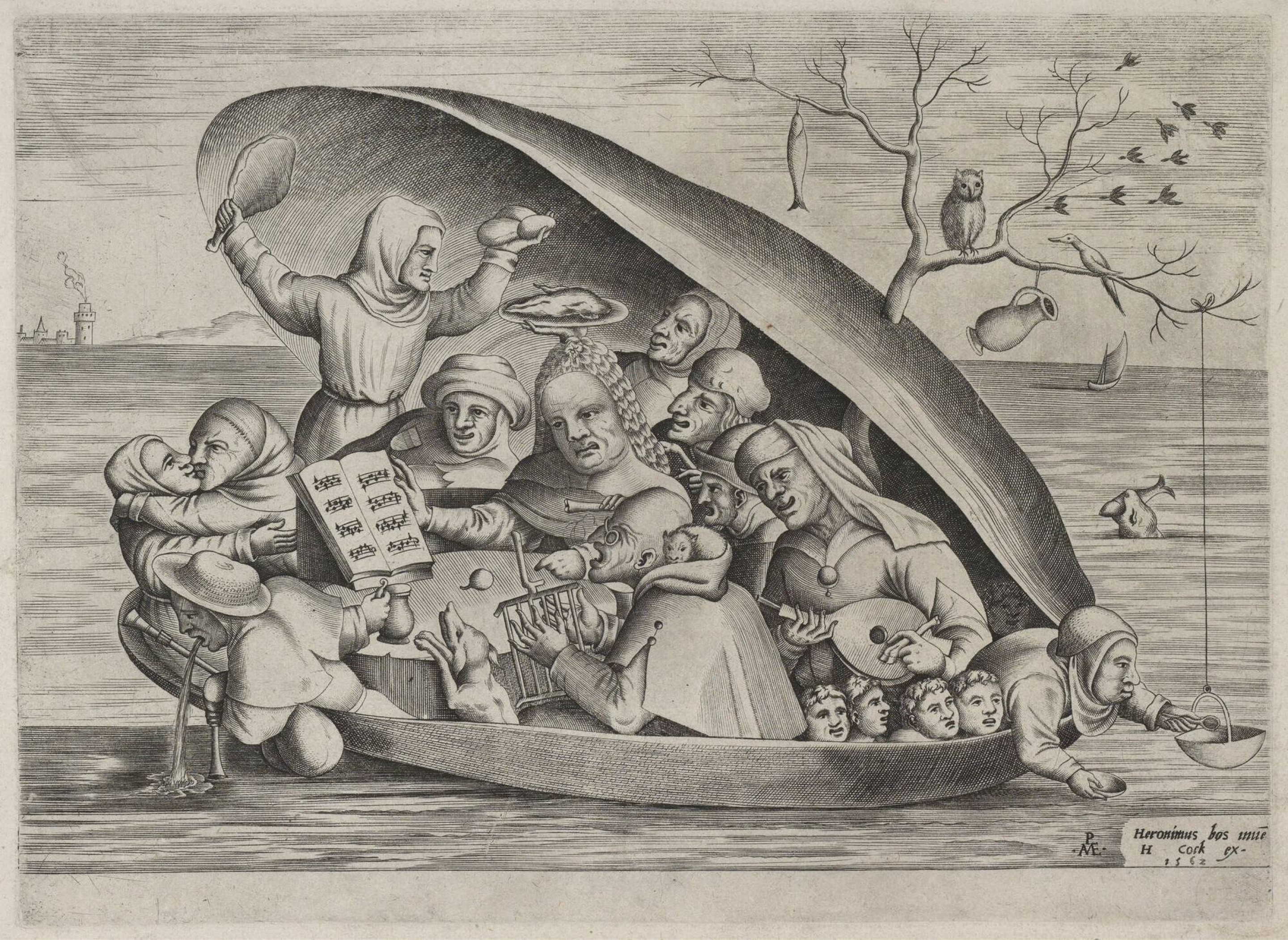
Pretmakers in een mossel op zee, gravure d'après Bosch (1562).

- Jérôme Bosch :
  - Les Aveugles (nl) d'après La Parabole des aveugles, vers 1561[5]
  - Pretmakers in een mossel op zee (« Musiciens dans une coquille de moule »), 1562[6]
  - Mardi gras, 1567[7]
- Frans Floris
  - Suzanne et les deux vieillards, d'après Frans Floris, 1556[8]
  - Deux trophées d'armes, d'après Frans Floris, 1567[9]
  - Le Jugement de Paris, d'après Frans Floris, 1566[10]
- Pieter Bruegel :
  - Jugement dernier, gravure au burin sur papier, 1558[11]
  - Le printemps de la série Les quatre saisons, 1568[12]
  - Le Combat des tirelires et des coffres-forts, gravé après 1570[13]
  - Fête des fous, gravure de Pieter Van der Heyden, 1559[14]
  - Les gros poissons mangent les petits, 1557 [15]
  - Keisnijder of de heks van Mallegem ("scalp de la sorcière Mallegem"), gravure publiée par Adriaen Collaert[16]
  - Saint Jacques et le magicien Hermogène, gravure publiée par Jérôme Cock, 1565[17]
  - La chute du magicien, gravure publiée par Jérôme Cock, 1565[18]
- Lambert Lombard : 
  - Conversion de Saint Paul, 1540-1572[19]
  - La Pêche Miraculeuse, d'après Lambert Lombard, 1556[20]
- Peintre inconnu :
  - Marie Stuart, reine d'Écosse,  portrait jeune fille, gravure signée PME, 1556-1559[21]
  - Portrait de Ferdinand II du Tyrol, 1545-15664[22]

- Ses propres dessins :
  - Bewening  (Pleurs sur le corps du Christ)

Les gravures de Pieter van der Heyden ont été éditées par Jérôme Cock et Jan Galle.

Quelques gravures de Pieter van Der Heyden
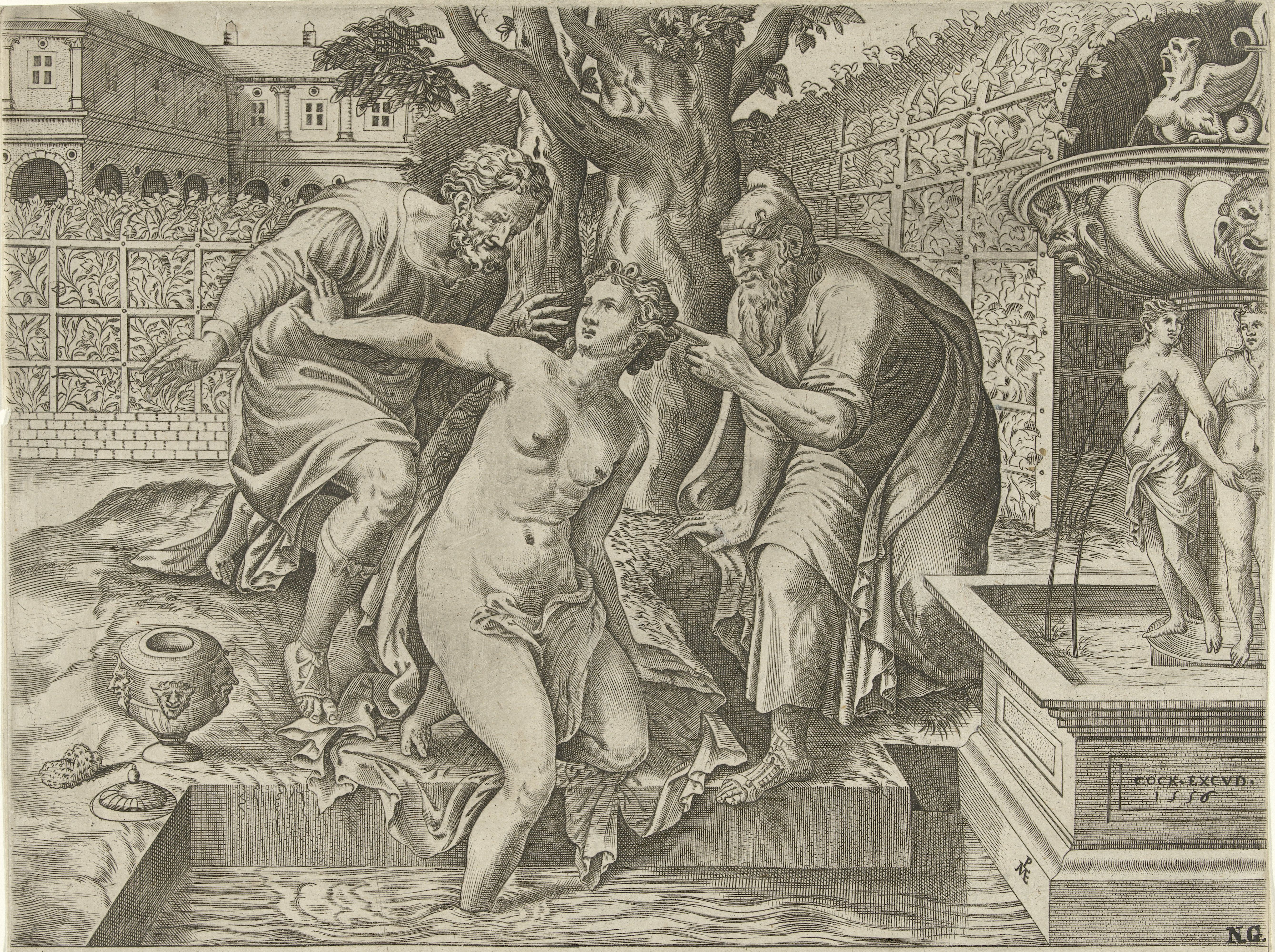
Suzanne et les deux vieillards d'après Frans Floris (1556)
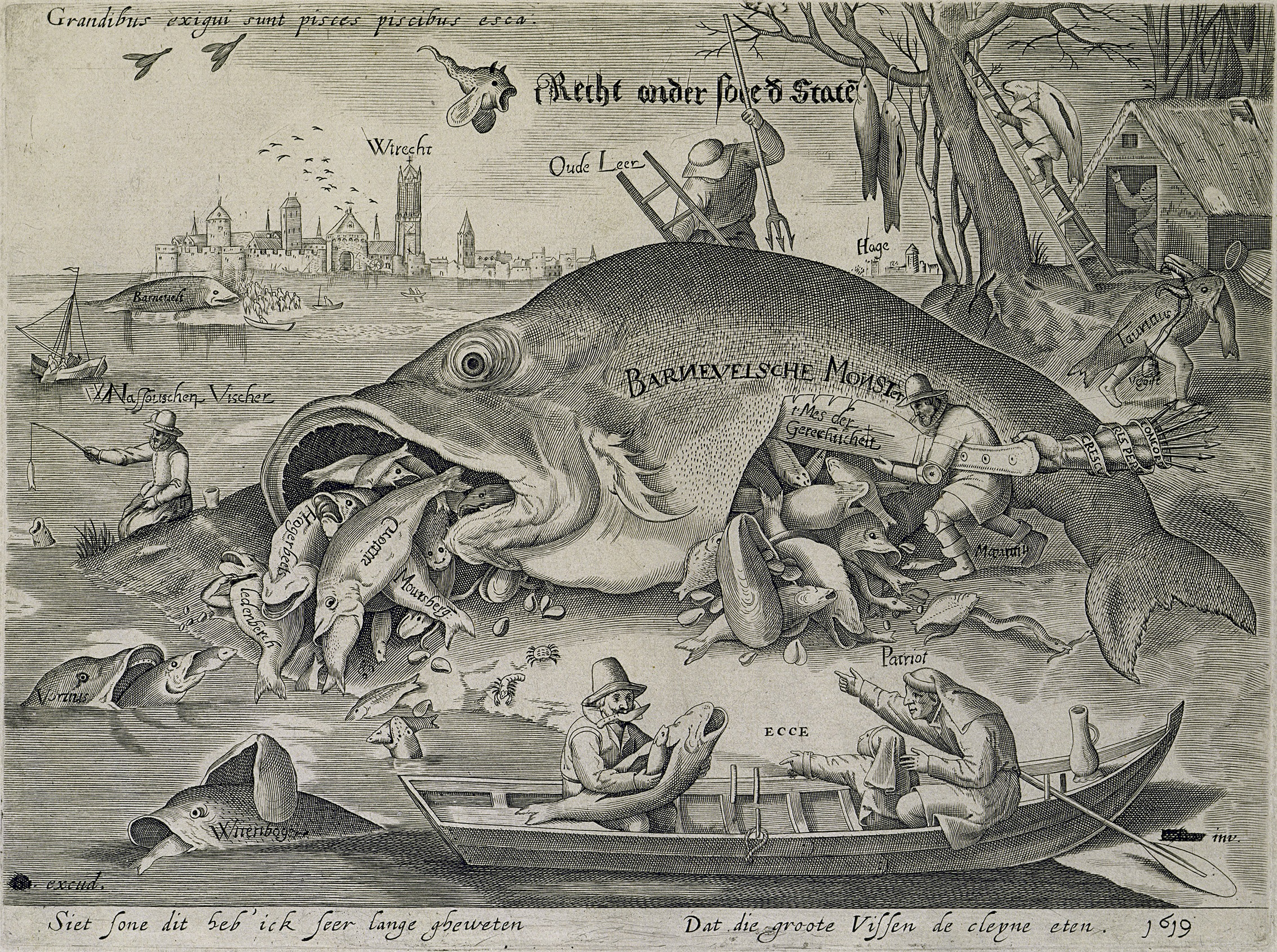
Les gros poissons mangent les petits d'après Pieter Brueghel
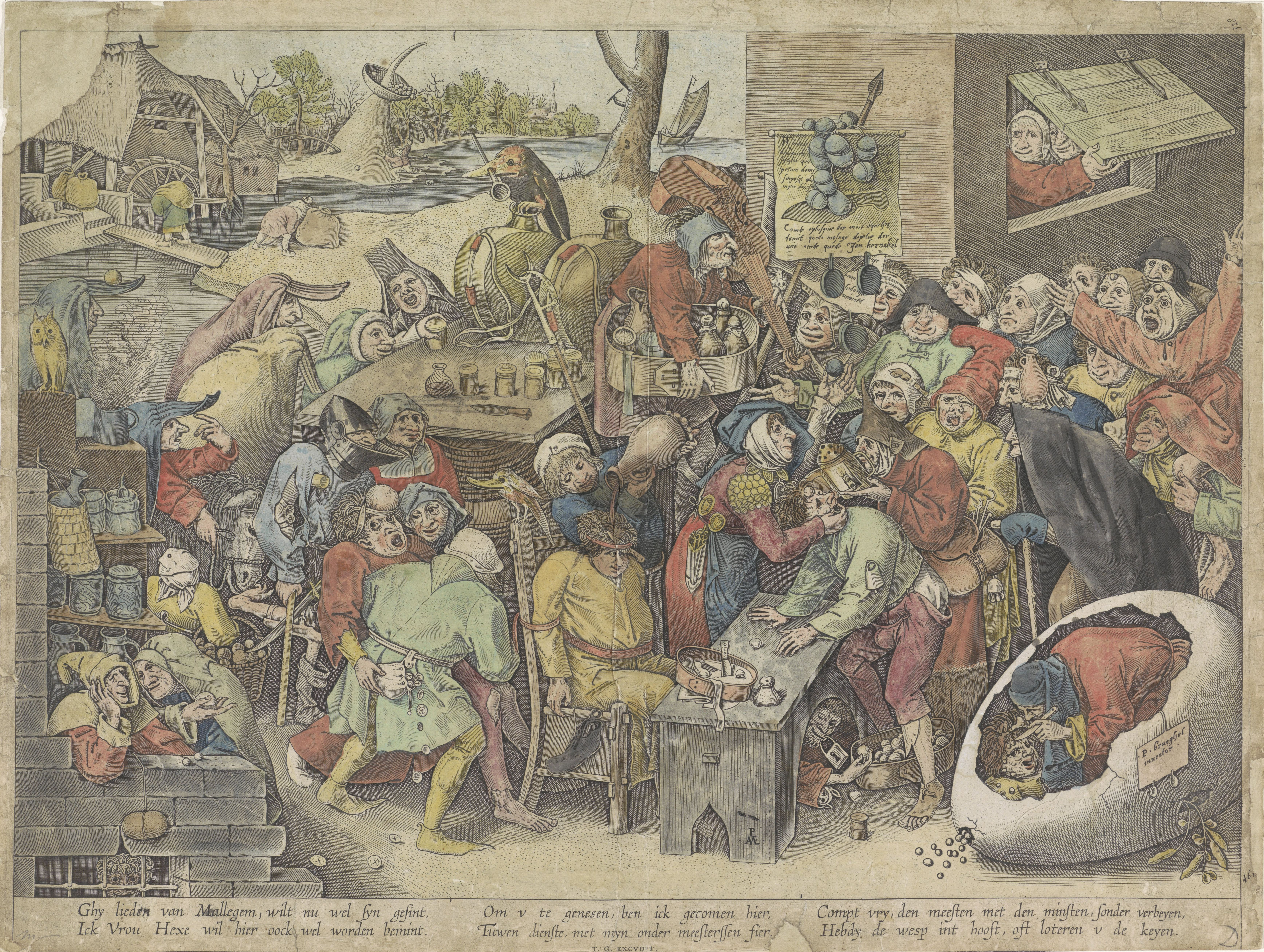
La sorcière de Mallegem d'après Pieter Brueghel l'Ancien
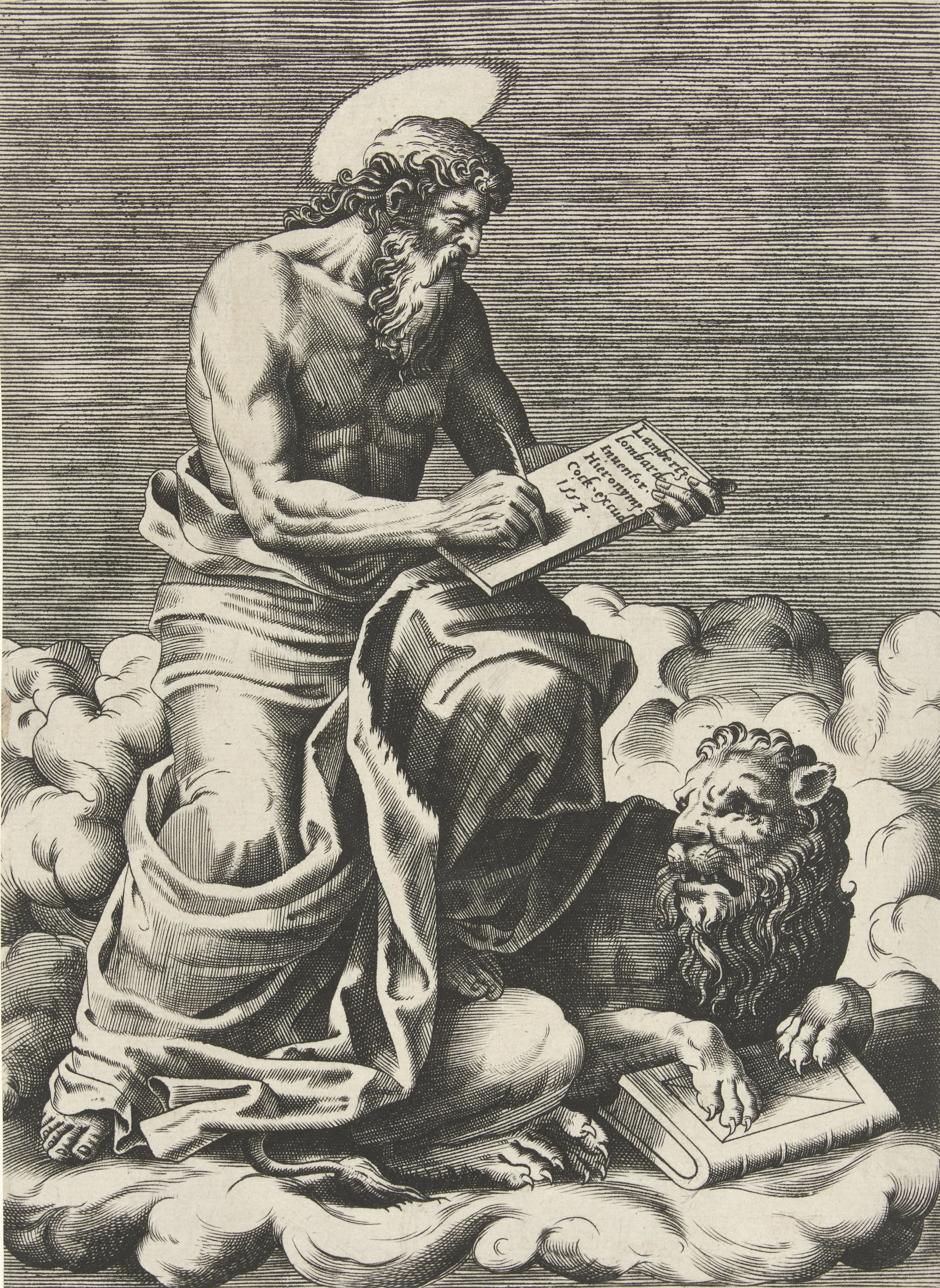
Marc l'évangéliste d'après Lambert Lombard (1554)